# Klaverwespvlinder

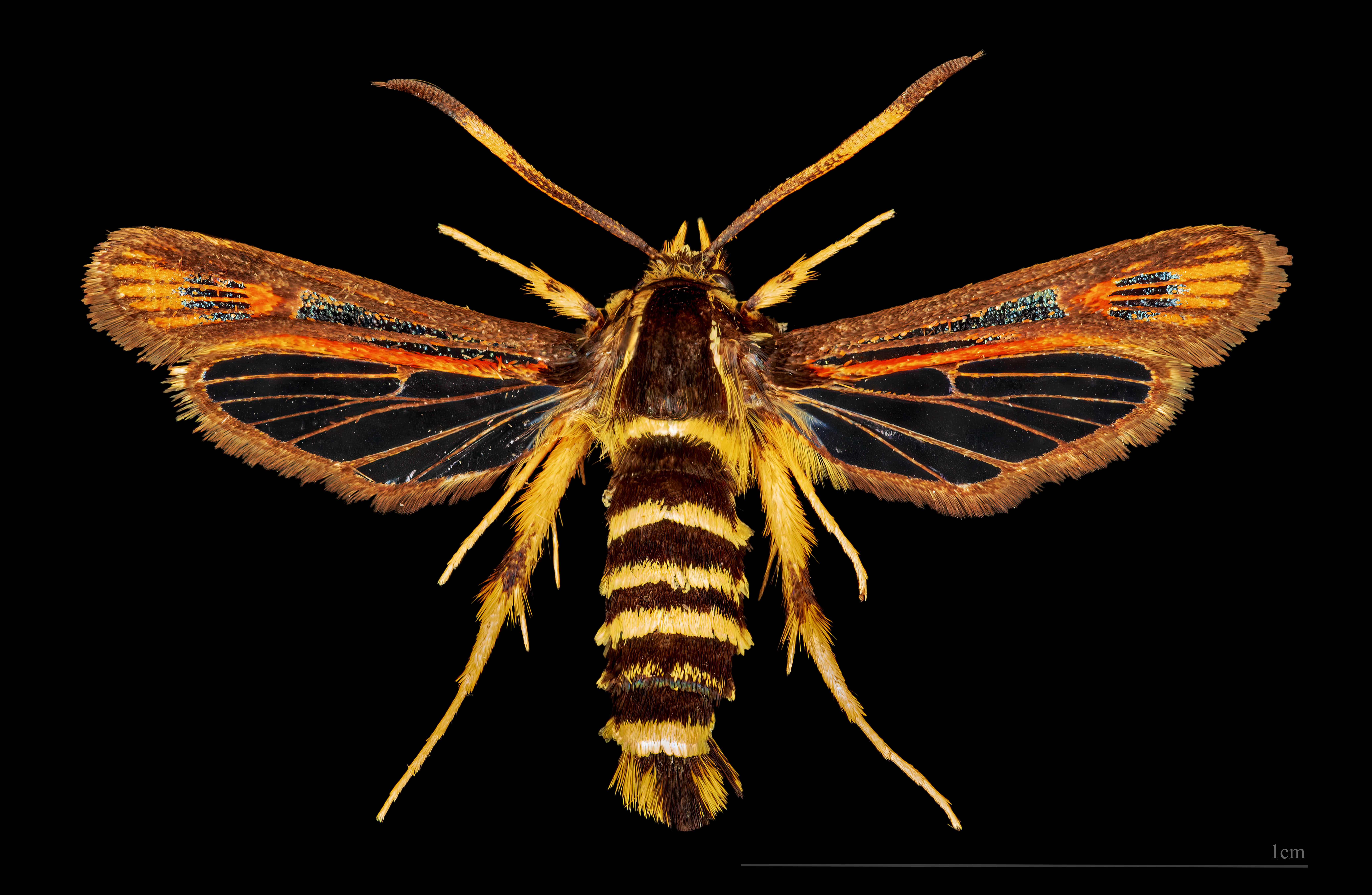
♂
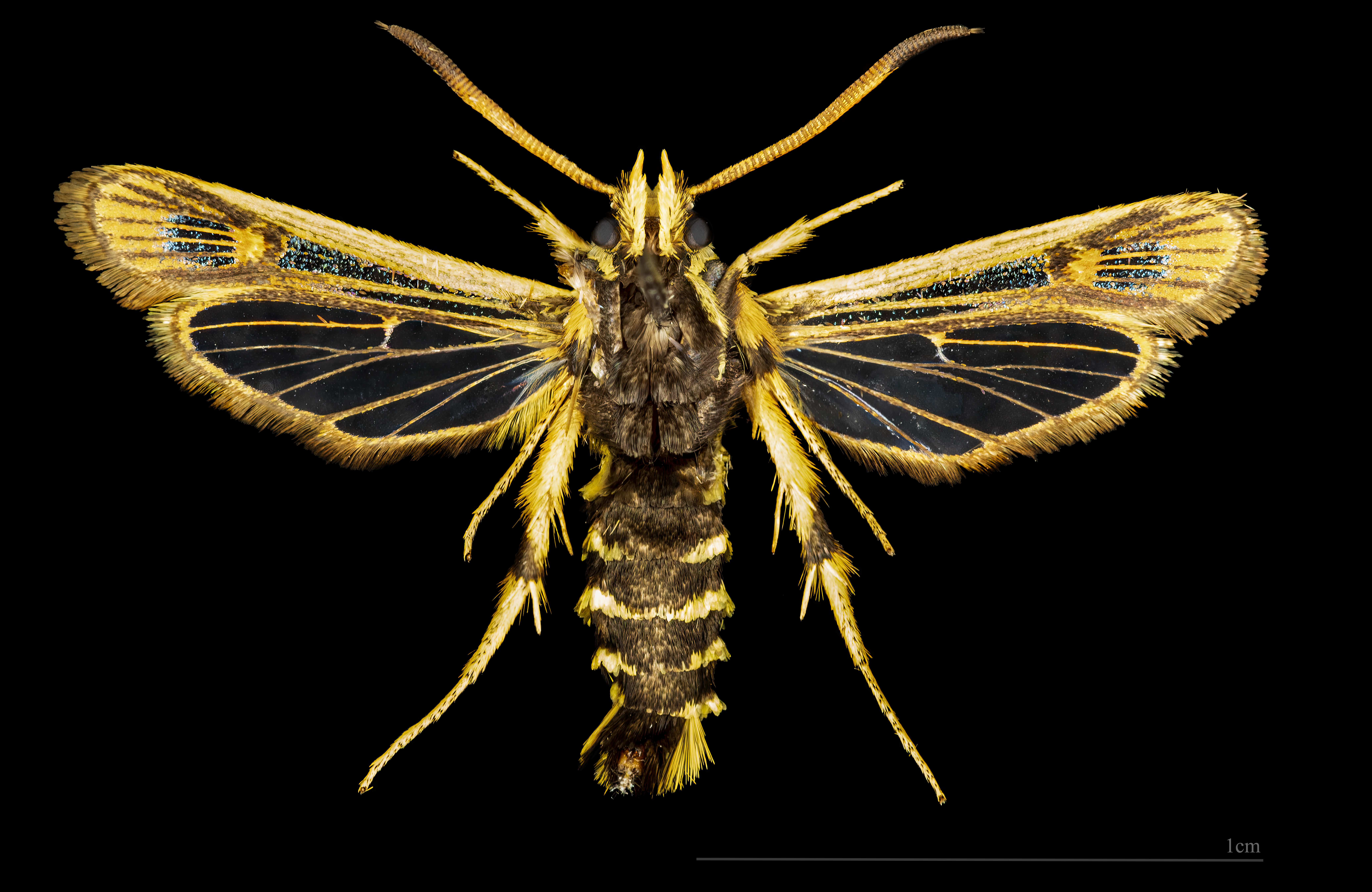
♂ △

De klaverwespvlinder (Bembecia ichneumoniformis) is een vlinder uit de familie wespvlinders (Sesiidae), onderfamilie Sesiinae.
De vlinder heeft een voorvleugellengte van 9 tot 12 mm. De apex en de middenband van de voorvleugel zijn oranje bestoven. Over het zwartige lijf lopen 6 gele smalle bandjes. De waardplanten voor de klaverwespvlinder zijn soorten vlinderbloemigen (grofweg "klaver"), met name gewone rolklaver en honingklaver.
Bembecia ichneumoniformis is voor het eerst wetenschappelijk beschreven door Denis & Schiffermüller in 1775.
De soort komt voor in een groot deel van Europa en het oosten van Voor-Azië.